# Penstemon oklahomensis
Espèce
Penstemon oklahomensis  est une espèce de plantes de la famille des Plantaginacées, originaire d'Amérique du Nord. Elle est connue sous le nom de  Oklahoma Beardtongue en anglais.

## Description
Cette espèce est pérenne et peut atteindre 55cm de hauteur. Les fleurs sont généralement de couleur jaune ou blanche.